# 池田村 (岐阜県揖斐郡)
池田村（いけだむら）は、かつて岐阜県揖斐郡にあった村である。村名はかつて存在した郡、池田郡に由来する。
現在の揖斐郡池田町の中心部、北東部に該当し、北東部は揖斐川に面する。
現在の池田町は、温知村が町制施行時に改称した町名であり、池田村が町制施行したものではない。

## 歴史
- 江戸時代末期、この地域は美濃国池田郡、大野郡[2]であり、大垣藩領、天領、旗本領であった。
- 1897年（明治30年）4月1日[3] - 大野郡の一部と池田郡が合併して揖斐郡となる。
- 1897年（明治30年）4月1日 - 池野村、下東野村、上田村、砂畑村、六之井村、杉野村が合併し発足。
- 1905年（明治38年） - 本郷村と組合役場（町村組合）を設置する。
- 1950年（昭和25年）4月1日 - 安八郡北平野村の一部（白鳥）を編入する[4]。
- 1950年（昭和25年）8月1日 - 本郷村と合併し温知村が発足。同日池田村廃止。

## 学校
- 本郷村池田村組合立温知小学校（現・池田町立温知小学校）
- 揖斐郡学校組合立揖南中学校（現・池田町立池田中学校）
- 岐阜県立揖斐高等学校南部分校（1952年廃校）

## 鉄道
- 近畿日本鉄道養老線
  - 池野駅

## 神社・仏閣
- 池野神社
- 善光寺
- 金福寺

## その他
- 池田村と本郷村が合併して成立した温知村の村名は、組合立温知小学校（現・池田町立温知小学校）に由来する。温知小学校は1873年に開校した温知義校（温知舎）が前身であり、温知は、「温故知新」から温と知をとったものである。